# Even Lambs Have Teeth
Even Lambs Have Teeth (bra: Mulheres Perigosas) é um filme estadunidense de terror e suspense, lançado a 1 de outubro de 2015 e dirigido por Terry Miles.
A estreia do filme marcou a abertura do 6º Festival Anual Mile High Horror Film Festival

## Sinopse
Aproveitando o mês de férias, Katie (Tiera Skovbye) e sua melhor amiga Sloane (Kirsten Zien), viajam para o Kansas em busca de trabalho numa fazenda orgânica. Em um ponto de ônibus no caminho, elas aceitam carona de Jed (Garrett Black) e Lucas (Jameson Parker) para conhecer a casa da mãe de Travis (Darren Mann), que revela-se um psicopata apoiado por sua mãe. Katie e Sloane são mantidas em segredo, sem roupa, trancadas cada um num conteiner no quintal da casa. Enquanto Travis ordena que Jed e Lucas tragam clientes para forçarem as meninas a se prostituírem, as duas conseguem escapar. Enquanto dão início a uma implacável vingança, o tio da Katie, detetive Jason (Michael Karl Richards), suspeita que há algo errado e decide procurar por elas.

## Elenco
| Ator/Atriz            | Personagem           |
| --------------------- | -------------------- |
| Kirsten Zien          | Sloane               |
| Tiera Skovbye         | Katie                |
| Darren Mann           | Travis               |
| Michael Karl Richards | Jason                |
| Manny Jacinto         | Vince                |
| Craig March           | Sheriff Andrews      |
| Garrett Black         | Jed                  |
| Brittany Willacy      | Zooey                |
| Jameson Parker        | Lucas                |
| Valerie Tian          | Mandy                |
| Christian Sloan       | The Pastor           |
| Moneca Delain         | Gemma                |
| Debs Howard           | Clerk                |
| Daniel Boileau        | Cody                 |
| Chelah Horsdal        | Abby                 |
| Gwynyth Walsh         | Mother               |
| Patrick Gilmore       | Boris                |
| Graem Beddoes         | Cigarette Man        |
| Robert Corness        | Handware Store Clerk |
| Jacqueline Robbins    | Marge                |
| Joyce Robbins         | Betty                |
| Daniel Arnold         | Deputy Carson        |

## Crítica
O Ginger Nuts afirma que, na parte inicial, Mulheres Perigosas se torna bastante tenso e enervante. Deve-se dar crédito à decisão de Terry Miles em não optar pela abordagem voyeurista no decorrer dos estupros, pois quem assiste não está a par do crime real. De certa forma, isso molda o ônus do filme em tratar da violência contra a mulher, com duas garotas que hão de se vingar de seus estupradores. Muitos filmes do gênero prendem-se a justificativas e expõem em demasia o ato real. Por isso a sua mistura de indecência e inocência promove uma performance cativante. E quando combinados com os inventivos meios horripilantes pelos quais elas promulgam sua vingança, o efeito da surpresa gerada sobre o espectador torna o filme altamente agradável.
O crítico Patrick Cooper ressalta que, no geral, há um momento da transformação em filmes de vingança por estupro, seja no físico (raspar a cabeça, tingir o cabelo) ou numa reviravolta continua e mais pesada em decisões que reconstroem o âmbito psicológico. Em Mulheres Perigosas, no entanto, essa transformação constitui "essencialmente um interruptor que se apaga. Não há o momento impactante, mas há uma ascensão da narrativa promovida por esse momento de raiva, onde a garotas viram o roteiro.". E continua que, a partir de então, o filme gera o mesmo efeito para quem assiste a um videogame em "god mode", na posição de liderança, uma vez que as garotas se tornam "indestrutíveis, intocáveis e extremamente voláteis. Cada matança fica mais criativa que a anterior e, durante todo o tumulto, as garotas nunca saem prejudicadas."